# Lista de filmes portugueses de 1984
Lista de filmes portugueses de longa-metragem lançados comercialmente em Portugal em 1984, nas salas de cinema.
Notas: Na secção coprodução, passando o cursor sobre a bandeira aparecerá o nome do país correspondente.
| # | Filme                      | Realização                | Género                     | Estreia       | Coprodução |
| - | -------------------------- | ------------------------- | -------------------------- | ------------- | ---------- |
| 1 | Os Abismos da Meia-Noite   | António de Macedo         | Drama, fantástico, romance | 27 de janeiro | —          |
| 2 | O Crime de Simão Bolandas  | Jorge Brum do Canto       | Drama                      | 9 de novembro | —          |
| 3 | Crónica dos Bons Malandros | Fernando Lopes            | Comédia                    | 18 de outubro | —          |
| 4 | Guerra do Mirandum         | Fernando Matos Silva      | História                   | 31 de maio    | —          |
| 5 | Jogo de Mão                | Monique Rutler            | Drama                      | 29 de junho   | —          |
| 6 | O Lugar do Morto           | António-Pedro Vasconcelos | Drama, mistério            | 25 de outubro | —          |
| 7 | Sinais de Vida             | Luís Filipe Rocha         | Biografia, docuficção      | 13 de abril   | —          |
| 8 | Vidas                      | António da Cunha Telles   | Drama                      | 12 de outubro | —          |